# تلمبه هاشم شیبانی
تلمبه هاشم شیبانی یک منطقهٔ مسکونی در ایران است که در دهستان کربال واقع شده‌است. تلمبه هاشم شیبانی ۷۸ نفر جمعیت دارد.